# Isaac Ray

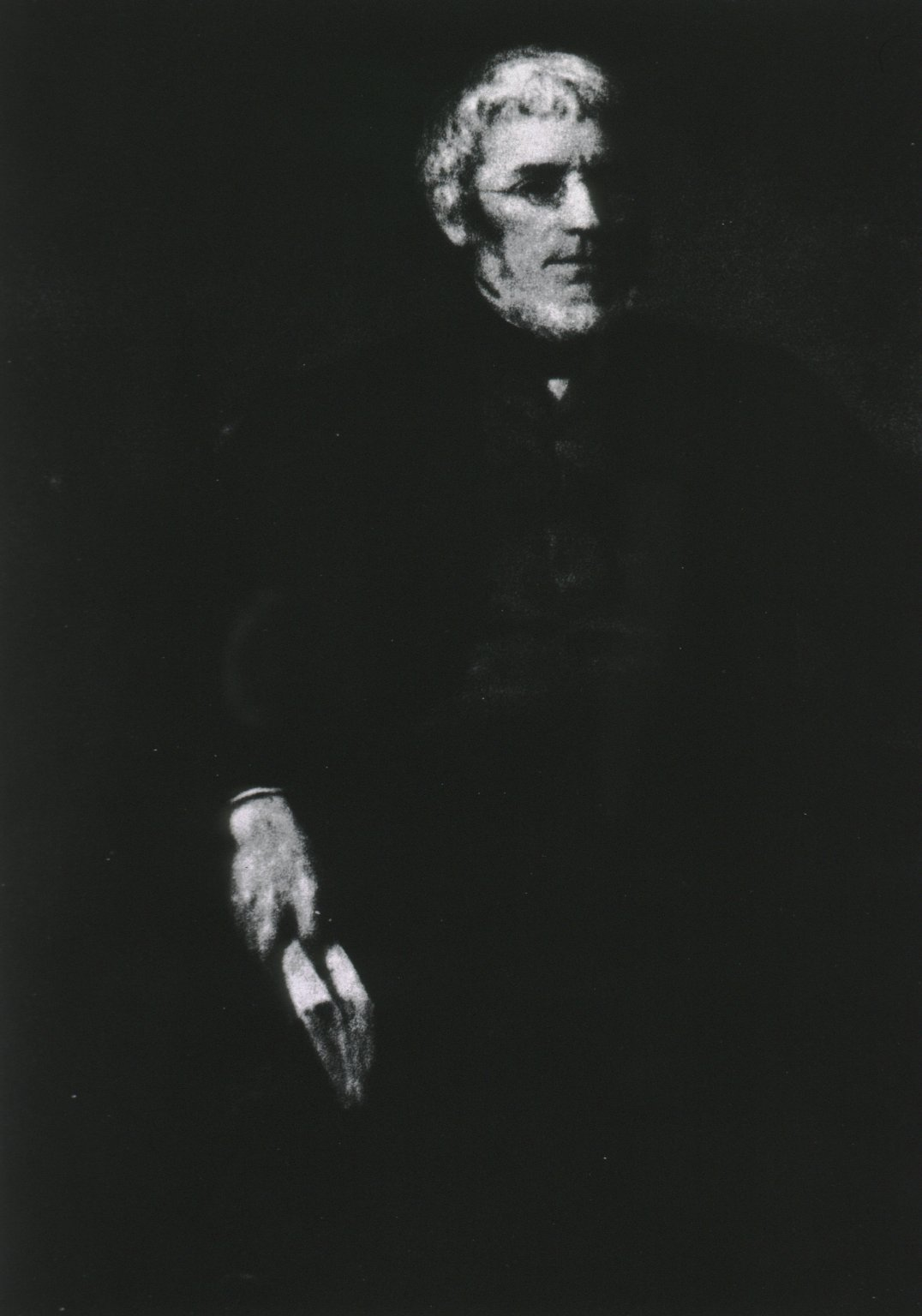
Isaac Ray

Isaac Ray (ur. 1807, zm. 1881) – amerykański lekarz psychiatra. Uważany jest za jednego z twórców psychiatrii sądowej. W 1838 roku opublikował pracę A Treatise on the Medical Jurisprudence of Insanity.
Ukończył Phillips Academy w Andover. Tytuł doktora medycyny otrzymał w 1827 roku. Następnie prowadził prywatna praktykę w Portland i w Eastport. Od 1845 w Providence. Członek założyciel Association of Medical Superintendents of American Institutions for the Insane, przewodniczący od 1855 do 1859.

## Wybrane prace
- Mental Hygiene. Boston, 1863
- Contributions to Mental Pathology. Boston, 1873